# Penyem
Penyem (Schreibvariante: Penjem) ist eine Ortschaft im westafrikanischen Staat Gambia.
Nach einer Berechnung für das Jahr 2013 leben dort etwa 1126 Einwohner, das Ergebnis der letzten veröffentlichten Volkszählung von 1993 betrug 1113.

## Geographie
Penyem liegt in der West Coast Region, Distrikt Kombo Central, rund 3,3 Kilometer südlich von Manduar.